# 曲格尔根之家-德累斯顿浪漫主义博物馆

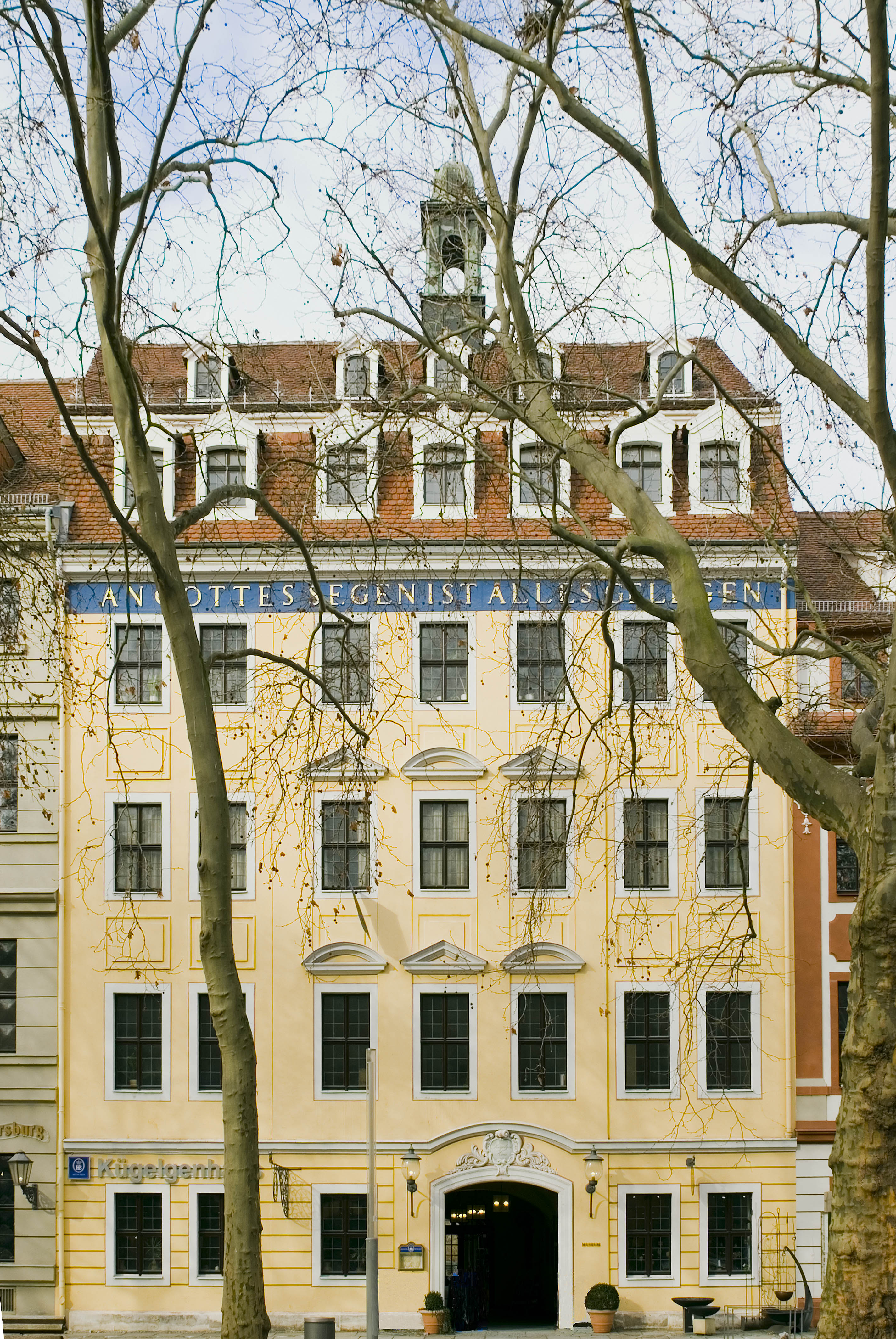
曲格尔根之家

曲格尔根之家-德累斯顿浪漫主义博物馆（德语：Kügelgenhaus – Museum der Dresdner Romantik）原名德累斯顿早期浪漫主义博物馆（Museum zur Dresdner Frühromantik），是德累斯顿艺术-文学-音乐博物馆的正式名称。1981年在画家格哈德·冯·曲格尔根（Gerhard von Kügelgen）的故居开放，专门献给浪漫主义时期的艺术家及其作品。它属于德累斯顿市博物馆（Museen der Stadt Dresden）。

## 画廊

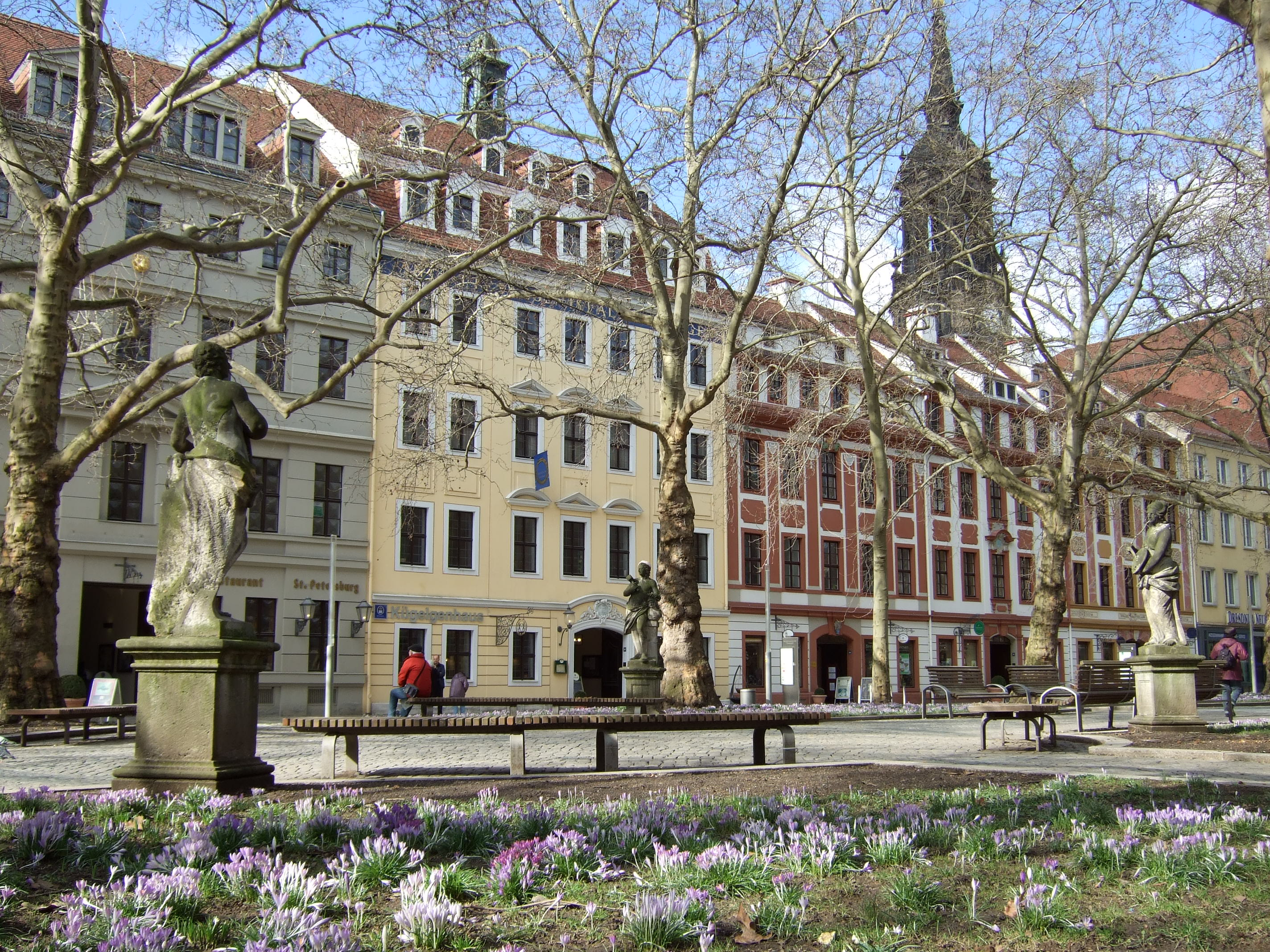
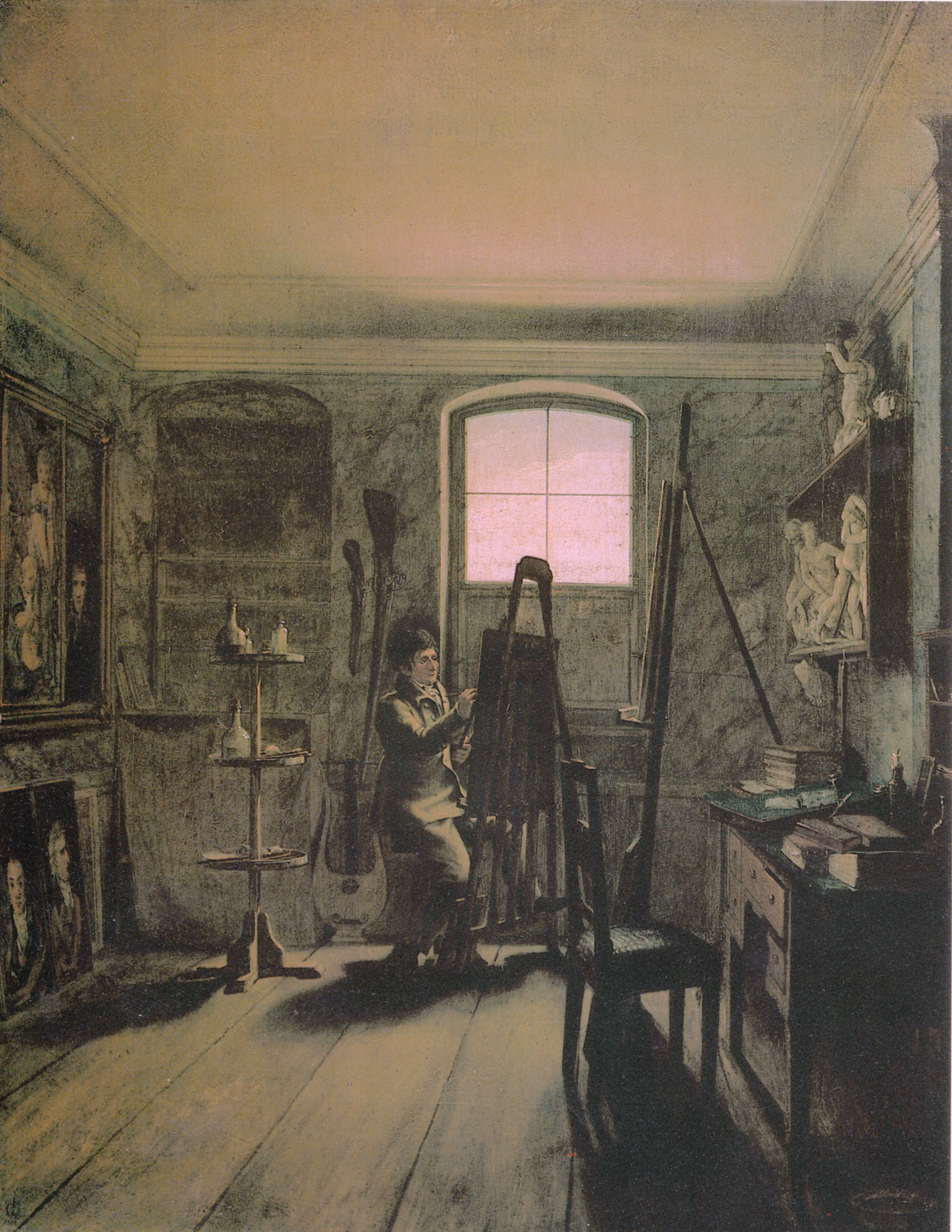
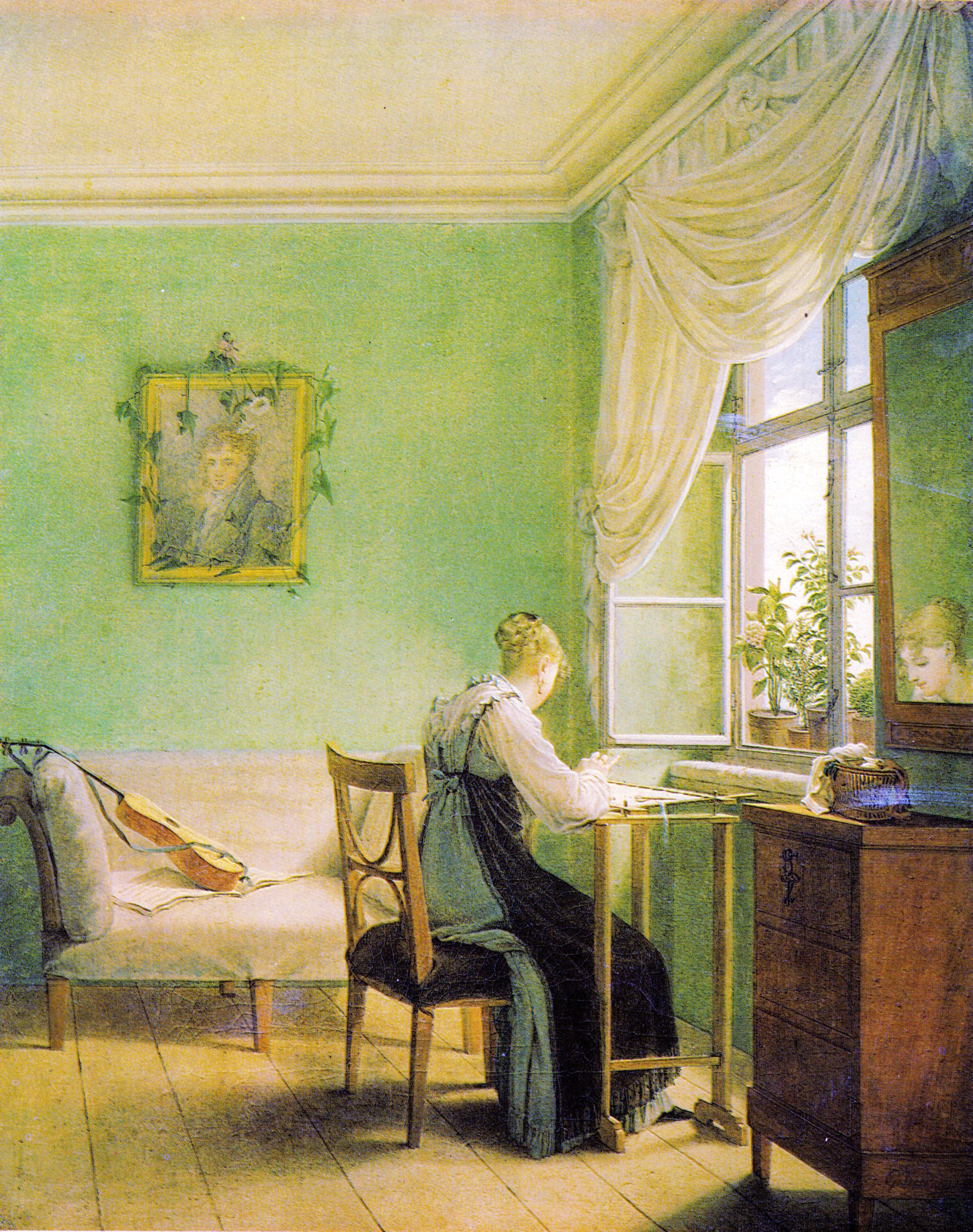
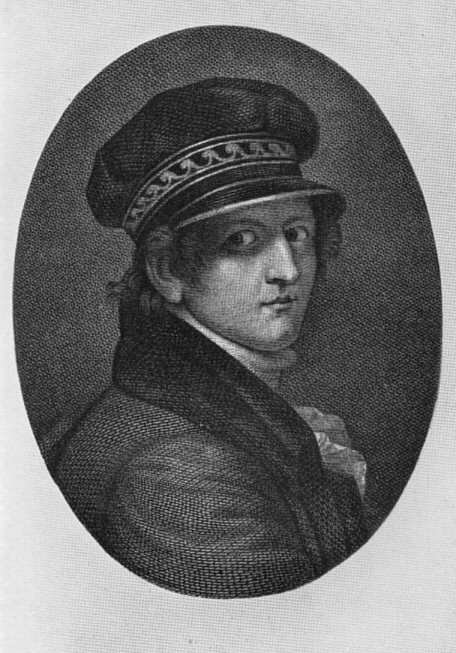
格哈德·冯·曲格尔根

该博物馆位于市中心内新城主街（Hauptstraße）13号的曲格尔根之家。它位于大楼的二楼，格哈德·冯·库格尔根及其家人（包括他的儿子威廉·冯·库格尔根）曾居住的公寓房间里。曲格尔根之家位于德累斯顿三皇教堂（Dreikönigskirche）附近，建于1697年至1699年，为三层建筑，德累斯顿巴洛克风格，与周边地区的巴洛克风格相得益彰，这是国王街（Königstraße）周边地区的典型特征。